# Жарсуат (Індерський район)
Жарсуа́т (каз. Жарсуат) — село у складі Індерського району Атирауської області Казахстану. Адміністративний центр Жарсуатського сільського округу.
Населення — 1964 особи (2021; 1887 у 2009, 1648 у 1999, 1554 у 1989).